# Estreux
Estreux ist eine französische Gemeinde im Département Nord in der Region Hauts-de-France. Sie gehört zum Kanton Marly im Arrondissement Valenciennes. Die Bewohner nennen sich Estreusiens oder Estreusiennes.

## Geografie
Die Gemeinde Estreux liegt vier Kilometer östlich von Valenciennes und vier Kilometer westlich der Grenze zu Belgien. Sie grenzt im Norden an Onnaing, im Nordosten an Rombies-et-Marchipont, im Osten an Sebourg, im Südosten an Curgies, im Süden an Saultain, im Südwesten an Marly sowie im Nordwesten an Saint-Saulve. Die Autoroute A2 führt über Estreux.

## Geschichte
Die erste urkundliche Erwähnung von Estreux bezieht sich auf das Jahr 973 Kaiser Otto I. dem Kloster Crespin den Ort zum Geschenk machte.

### Bevölkerungsentwicklung

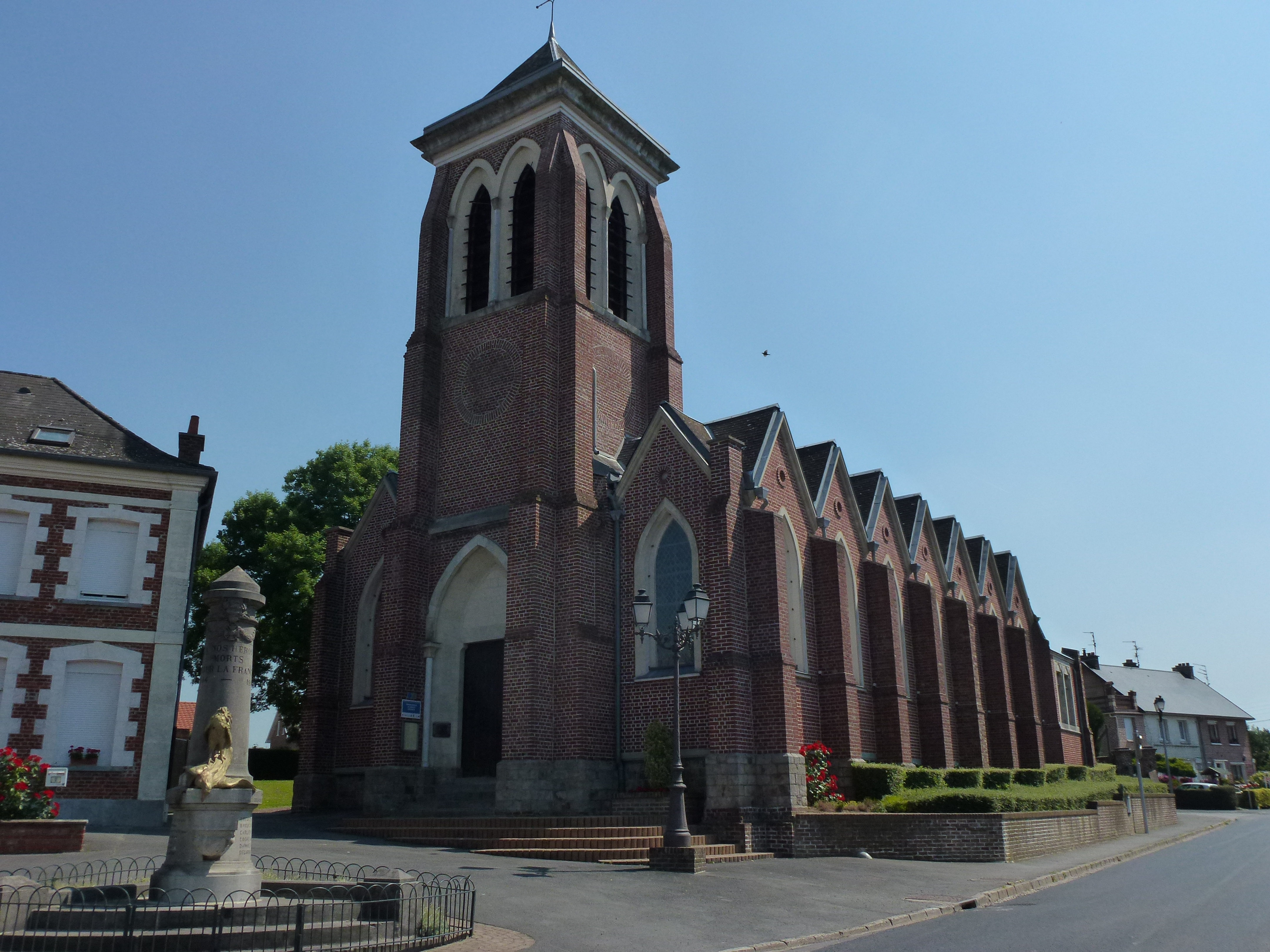
Kirche Saint-Martin

| Jahr                       | 1962 | 1968 | 1975 | 1982 | 1990 | 1999 | 2008 | 2013 | 2020 |
| Einwohner                  | 516  | 586  | 751  | 868  | 816  | 859  | 932  | 973  | 960  |
| Quellen: Cassini und INSEE |      |      |      |      |      |      |      |      |      |